# 17 de febrero
El 17 de febrero es el 48.º (cuadragésimo octavo) día del año en el calendario gregoriano. Quedan 317 días para finalizar el año y 318 en los años bisiestos.

## Acontecimientos
- 364: el emperador romano Joviano muere después de un reinado de ocho meses. Lo encuentran muerto en su tienda de campaña en Tyana (Asia Menor) en el camino de regreso a Constantinopla en circunstancias sospechosas.
- 1164: la Inundación de Santa Juliana arrasa la ciudad de Groninga, la provincia de Frisia y el norte de Alemania, especialmente la cuenca del Elba. Mueren miles de personas.
- 1411: tras las exitosas campañas durante el Interregno otomano, Musa Çelebi, uno de los hijos de Bayezid I, se convierte en Sultán con el apoyo de Mircea I de Valaquia.
- 1580: Bernal Díaz del Castillo termina su Historia verdadera de la conquista de la Nueva España.
- 1600: en Campo de' Fiori (Roma) la Inquisición católica quema vivo al filósofo, matemático y astrónomo Giordano Bruno.
- 1673: Molière muere en escena mientras representa su obra El enfermo imaginario.[1]
- 1772: Rusia y Prusia firman un convenio secreto para repartirse el Reino de Polonia.
- 1799: Agustín de Betancourt y Molina obtiene de Carlos IV de España una Real Orden por la cual se aprobaba el proyecto de instalación de la telegrafía óptica en España.
- 1801: un empate electoral entre Thomas Jefferson y Aaron Burr se resuelve cuando Jefferson es elegido Presidente de los Estados Unidos y Burr, Vicepresidente por la Cámara de Representantes de los Estados Unidos.
- 1810: Napoleón Bonaparte firma un decreto en el que declara que Roma es la segunda capital del Imperio.
- 1814: en el marco de la Guerra de la Sexta Coalición, se libra la batalla de Mormant.
- 1831: en Bruselas se aprueba la primera Constitución de Bélgica como país independiente.
- 1837: Charles Darwin es elegido miembro de la Sociedad Geográfica.
- 1848: el rey de Cerdeña Carlos Alberto concede la libertad civil y política a los valdenses.
- 1894: se estrena con éxito en el Teatro Apolo de Madrid la zarzuela La verbena de la paloma, con música de Tomás Bretón y libreto de Ricardo de la Vega.
- 1899: en el Estado de México (México) se erige la municipalidad de La Paz, la cual se conformaría con los pueblos de La Magdalena Atlicpac, San Sebastián Chimalpa, San Salvador Tecamachalco y Los Reyes Acaquilpan cuya cabecera se ubicaría en Los Reyes.
- 1902: en Barcelona se declara el estado de suspensión de garantías, a raíz de la celebración de una huelga general desde el 14 de febrero.
- 1904: en el Teatro de La Scala (Milán), Giacomo Puccini estrena Madama Butterfly.
- 1905: en Rusia es asesinado el aristócrata Serguéi Aleksándrovich Romanov, tío del zar Nicolás II y gobernador de Moscú.
- 1906: en una encíclica dirigida al clero y al pueblo francés, el papa Pío X critica con vehemencia la ley de separación entre el Estado y la Iglesia católica.
- 1907: en Italia tienen lugar manifestaciones anticlericales con motivo del aniversario del asesinato de Giordano Bruno, quemado vivo por la Inquisición en 1600.
- 1907: en Adyar, Madrás, India, fallece Henry Steel Olcott, Presidente Internacional de la Sociedad Teosófica
- 1908: en Barcelona (España) estallan dos bombas.
- 1912: en España se suspenden las sesiones de las Cámaras con motivo del carnaval.
- 1912: en el Palacio de la Música Catalana (Barcelona) la Unión de Viticultores celebra una asamblea.
- 1913: en un teatro neoyorquino, Thomas Alva Edison presenta la primera prueba pública del cine sonoro, consistente en un fonógrafo situado detrás de la pantalla.
- 1917: la Cámara francesa vota el pago de un franco diario a los soldados de las trincheras (en la Primera Guerra Mundial).
- 1917: en Prusia se crea un Ministerio de Abastos para combatir el hambre.
- 1931: el virrey de la India, Lord Irwin, se entrevista con Mahatma Gandhi, principal líder independentista.
- 1932: Henri Michaux publica el ensayo Un bárbaro en Asia.
- 1933: en los Estados Unidos se publica por primera vez la revista Newsweek.
- 1934: el canciller austriaco, Engelbert Dollfuß, escapa a un atentado nazi.
- 1934: una declaración tripartita británica, francesa e italiana garantiza la independencia de Austria.
- 1935: en Portugal, el general Carmona es reelegido presidente de la república.
- 1935: en Alemania se instaura la jornada laboral de 8 horas.
- 1936: en Valparaíso (Chile) mueren 35 personas en el incendio de un edificio.
- 1936: en Asunción (Paraguay) una Revolución provoca la dimisión del presidente Eusebio Ayala. Los revolucionarios nombran a Rafael Franco presidente del país.
- 1939: en España se da a conocer la «ley sobre el ejercicio profesional de la medicina sin acreditación», que entra en vigor al día siguiente.
- 1941: Italia y Turquía firman un pacto de no agresión.
- 1944: en el atolón Eniwetok, en el marco de la campaña del Pacífico (en la Segunda Guerra Mundial), comienza la batalla de Eniwetok entre Estados Unidos y Japón (hasta el 23 de febrero).
- 1948: en Tucumán (Argentina) se funda el Gymnasium UNT de la Universidad Nacional de Tucumán.
- 1949: en Barcelona son fusilados cuatro miembros del PSUC (Partido Socialista Unificado de Cataluña).
- 1954: Estados Unidos entrega a España el buque Nalón.
- 1954: en España se estudia un plan para revalorizar el turismo en la Costa del Sol.
- 1954: en Venezuela el gobierno del general Marcos Pérez Jiménez aprueba una nueva "Ley de Bandera, Escudo e Himno Nacional" que deroga la anterior ley establecida.
- 1957:en Bogotá, Colombia se descubren los restos mortales de José Celestino Mutis durante los trabajos de demolición de la Iglesia de Santa Inés.[2]
- 1958: en España, el dibujante Carlos Sáenz de Tejada obtiene la Orden de Alfonso X el Sabio.
- 1959: Estados Unidos lanza el satélite Vanguard II, que realizará misiones de observación meteorológica.
- 1968: en las escuelas públicas de San Sebastián (País Vasco) se autoriza la enseñanza de la lengua vasca.
- 1977: en la Unión Soviética, Dolores Ibárruri, la Pasionaria ―dirigente exiliada del Partido Comunista de España― solicita el pasaporte español para volver a su país natal.
- 1979: China invade Vietnam y ocupa varios puestos fronterizos.
- 1981: en Hamburgo (Alemania), el filólogo español Antonio Tovar recibe el premio Goethe.
- 1981: en Filipinas, el papa Juan Pablo II llega a Manila.
- 1981: la organización Amnistía Internacional afirma que el gobierno de Guatemala es responsable del genocidio de más de 30 000 personas en los últimos 10 meses.
- 1982: en Madrid (España) se clausura la I Feria-Exposición de Arte Contemporáneo, ARCO-82, con un balance de más de 40.000 visitantes.
- 1983: en España se aprueban los Estatutos de Autonomía de Baleares, Castilla y León, Extremadura y la Comunidad de Madrid.[cita requerida]
- 1986: en Queronque (provincia de Quillota, Chile), dos trenes colisionan frontalmente; mueren 58 personas y quedando 510 heridas.
- 1986: en España, técnicos de la compañía de aviación Iberia descubren sabotajes en sus aviones.
- 1986: en Ojai, California, fallece Jiddu Krishnamurti
- 1987: Estados Unidos levanta las sanciones económicas contra Polonia, establecidas por la implantación de la ley marcial en 1981.
- 1989: concluye la segunda cumbre magrebí en Marrakech, con un pacto defensivo y el nacimiento de la Unión del Magreb Árabe.
- 1992: en Italia, comienza la operación judicial "Mani Pulite" con la detención de Mario Chiesa, en un caso de corrupción que conmovió al país.[3]
- 1993: en Jerez de la Frontera (España), el alcalde Pedro Pacheco es expulsado del Partido Andalucista por su continua crítica contra otro líder del partido, Alejandro Rojas-Marcos, alcalde de Sevilla.
- 1996: lanzamiento de la sonda espacial NEAR al asteroide Eros.
- 1997: en España, Modesto Rico Pasarín ―un policía judicial de 33 años― muere asesinado por la banda terrorista ETA mediante una bomba colocada debajo del asiento de su coche.
- 1997: Se estrena en España el famoso programa de televisión Saber y ganar.
- 1998: el bioquímico español residente en Estados Unidos Mariano Barbacid acepta regresar a España después de 24 años de exilio para proseguir sus investigaciones desde el nuevo Centro Nacional del Cáncer.
- 1998: el pleno del Congreso español aprueba por unanimidad la supresión de las penas de cárcel para los insumisos.
- 1999: en Quito, el diputado nacional por la izquierda socialista MPD Jaime Hurtado es asesinado por 2 supuestos sicarios a pocos metros del H. Congreso Nacional del Ecuador.
- 2000: Viktor Klima dimite de su cargo de jefe del Partido Socialdemócrata de Austria (SPÖ) después de obtener el 3 de octubre el peor resultado electoral desde el fin de la Segunda Guerra Mundial.
- 2000: en Estados Unidos, el presidente de Microsoft, Bill Gates, presenta el sistema operativo Windows 2000.
- 2001: en Lahti, el esquiador español de origen alemán Johann Mühlegg logra la medalla de plata en la prueba de fondo de 20 kilómetros de los Campeonatos del Mundo de esquí nórdico, lo que supone el primer podio de la historia española en esta competición.
- 2003: la Unión Europea pide la máxima colaboración a Irak para lograr una salida pacífica a la crisis.
- 2005: la Agencia Española del Medicamento aprueba el uso de un nuevo fármaco, llamado Bortezomib, que consigue frenar la progresión del mieloma.
- 2005: en Europa, un nuevo reglamento refuerza los derechos de los pasajeros que viajen en compañías aéreas de la Unión Europea.
- 2006: en la provincia Leyte del Sur (Filipinas) se produce una serie de corrimientos de tierra.
- 2008: Kosovo se declara independiente de Serbia.
- 2011: en Libia los manifestantes opositores se hicieron con el control de la ciudad de Bengasi iniciando la revolución que derrocó al coronel Gadafi.
- 2012: en Alemania dimite el presidente Christian Wulff a raíz de unos escándalos de corrupción y tráfico de influencias.
- 2013: en Ecuador, Rafael Correa gana de nuevo y por segunda vez consecutiva, las elecciones presidenciales. Triunfa en una sola vuelta electoral y con alrededor de 30 puntos de ventaja sobre su contendor más inmediato.
- 2017: El Caso Nóos cierra su sentencia y determina las condenas a los finalmente imputados Iñaki Urdangarin y Diego Torres Pérez. La esposas de ellos quedaron finalmente absueltas del caso pero igualmente multadas.
- 2017: En Pilar, provincia de Buenos Aires (Argentina) se funda el club Real Pilar.
- 2020: Jóvenes dominicanos comienzan una jornada de protestas por los comicios municipales suspendidos el día anterior.
- 2021: Colo Colo juega el partido por el descenso del campeonato nacional chileno y derrota a Universidad de Concepción, logrando así nunca estar en segunda división. Con esto se mantiene la frase célebre "Los Grandes no Descienden".

## Nacimientos
- 624: Wu Zetian, única emperatriz en la historia china (f. 690).
- 1490: Carlos III de Borbón, aristócrata francés (f. 1527).
- 1524: Carlos de Lorena, religioso y aristócrata francés (f. 1574).
- 1653: Arcangelo Corelli, violinista y compositor italiano (f. 1713).
- 1752: Friedrich Maximilian Klinger, escritor alemán (f. 1831).
- 1753: Heinrich Alken, escultor alemán (f. 1827).
- 1754: Nicolas Baudin, explorador francés (f. 1803).
- 1756: Juan Pablo Forner, escritor español (f. 1797).
- 1781: René Laënnec, médico francés (f. 1826).
- 1792: Karl Ernst von Baer, biólogo alemán (f. 1876).
- 1796: Giovanni Pacini, compositor italiano (f.1867).
- 1796: Philipp Franz von Siebold, médico y botánico alemán (f. 1866).
- 1797: Heinrich Steinweg, fabricante de pianos alemán (f. 1871).
- 1817: Guillermo III, rey neerlandés (f. 1890).
- 1820: Henri Vieuxtemps, violinista y compositor belga (f. 1881).
- 1821: Lola Montes, bailarina y actriz irlandesa (f. 1861).
- 1827: Manuel Villacampa del Castillo, militar español (f. 1889).
- 1836: Gustavo Adolfo Bécquer, poeta y escritor español (f. 1870).
- 1845: Mercedes Cabello de Carbonera, escritora peruana (f.1909)
- 1850: Wenceslao Ramírez de Villa-Urrutia, diplomático y escritor español (f. 1933).
- 1859: Manuel José García-Mansilla, Oficial de la Armada Argentina (f. 1910).
- 1862: Edward German, compositor británico (f. 1936).
- 1863: Fiódor Sologub, poeta y novelista ruso (f. 1927).
- 1864: Andrew Barton Paterson, poeta y periodista australiano (f. 1941).
- 1874: Thomas John Watson, empresario estadounidense (f. 1956).
- 1876: Eduardo Zamacois, escritor cubano (f. 1971).
- 1877: Isabelle Eberhardt, exploradora y escritora suiza (f. 1904).
- 1877: André Maginot, político francés (f. 1932).
- 1887: Leevi Madetoja, compositor finlandés (f. 1947)
- 1888: Otto Stern, físico germano-estadounidense, premio nobel de física en 1943 (f. 1969).
- 1890: Ronald Fisher, estadístico y genetista británico (f. 1962).
- 1891: Adolf Fraenkel, matemático alemán-israelí (f. 1965).
- 1892: Josyf Slipyj, arzobispo ucraniano mayor de la Iglesia greco-católica de Ucrania y cardenal de la Iglesia católica. (f. 1984).
- 1892: Oscar Soldati, periodista, caricaturista y pintor argentino (f. 1965).
- 1897: Pedro Beltrán Espantoso, periodista, economista y político peruano (f. 1979).
- 1901: Nikolái Simoniak, militar soviético (f. 1956)
- 1904: Luis A. Ferré, político, ingeniero, empresario y filántropo puertorriqueño, gobernador de Puerto Rico entre 1969 y 1973 (f. 2003).
- 1907: Marjorie Lawrence, soprano australiana (f.1979).
- 1907: Julián Soler, actor mexicano (f. 1977).
- 1908: Bo Yibo, político chino (f. 2007).
- 1909: Arturo Michelini, político italiano (f. 1969).
- 1912: Jorge Matute Remus, ingeniero mexicano (f. 2002).
- 1913: René Leibowitz, compositor francés (f. 1972).
- 1914: Juan Miguel Bákula Patiño, diplomático e historiador peruano (f. 2010).
- 1914: Arthur Kennedy, actor estadounidense (f. 1990).
- 1914: Luis Sagi-Vela, barítono español (f. 2013)
- 1914:  Julia de Burgos poetisa puertorriquena  (f. 1953).
- 1916: Vivian McGrath, tenista australiana (f. 1978).
- 1916: Raf Vallone, actor italiano (f. 2002).
- 1917: Guillermo González Camarena, inventor mexicano (f. 1965).
- 1920: Carlos Arruza, torero mexicano (f. 1966).
- 1922: Ernesto Feria Jaldón, médico y escritor español (f. 1993).
- 1923: John Marco Allegro, filólogo británico (f. 1988).
- 1924: Silvana Roth, actriz argentina (f. 2010).
- 1924: Margaret Truman, escritora de novela negra estadounidense (f. 2008).
- 1924: Guevork Vartanián, espía y héroe de la Unión Soviética durante la Segunda Guerra Mundial (f. 2012).
- 1925: Hal Holbrook, actor estadounidense (f. 2021).
- 1927: Juan Almeida, político, militar y compositor cubano (f. 2009).
- 1928: Michiaki Takahashi, virólogo japonés, creador de la primera vacuna contra la varicela (f. 2013).
- 1929: Javier Domínguez, religioso y escritor español.
- 1929: Alejandro Jodorowsky, artista, cineasta y escritor chileno.
- 1929: Romulo Caicedo, cantautor colombiano (f. 2007).
- 1930: Daniel Gil, diseñador gráfico español (f. 2004).
- 1930: Basava Premanand, racionalista indio (f. 2009).
- 1930: Ruth Rendell, escritora británica (f. 2015).
- 1931: Yves Pouliquen, oftalmólogo francés (f. 2020).
- 1934: Alan Bates, actor británico (f. 2003).

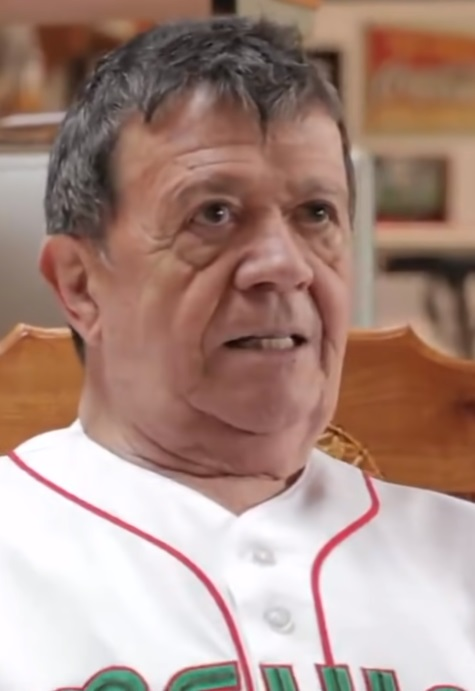
Chabelo

- Chabelo1934: Barry Humphries, actor y comediante australiano.
- 1935: Chabelo, actor y comediante mexicano (f. 2023).
- 1935: Máximo Cajal, diplomático español (f. 2014).
- 1935: Christina Pickles, actriz británica.
- 1937: Carlos Hurtado Ruiz-Tagle, economista chileno.

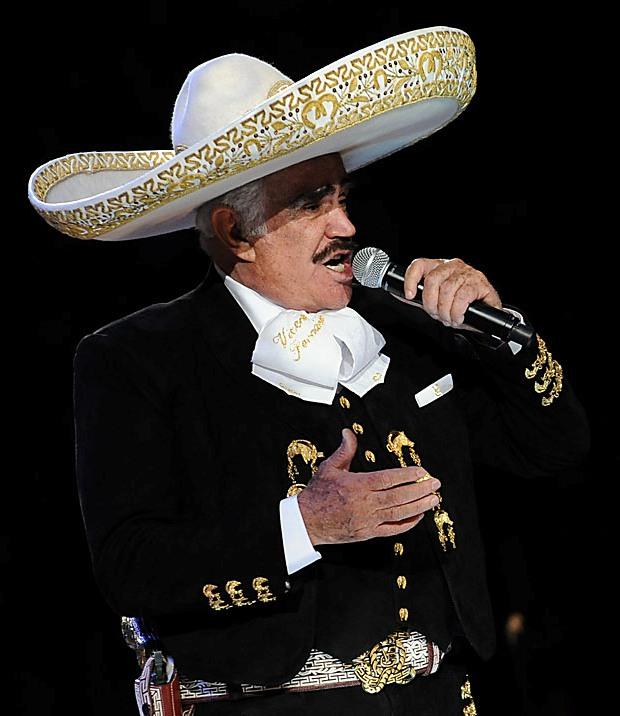
Vicente Fernández

- 1940: Vicente Fernández, actor y cantante mexicano (f. 2021).
- 1942: Luis Alva Castro, economista y político peruano.
- 1944: Karl Jenkins, compositor y músico galés.
- 1947: Asdrúbal Baptista, político venezolano (f. 2020).
- 1948: José José, cantante y actor mexicano (f. 2019).
- 1948: Faustino Narganes Quijano, historiador español.
- 1952: Rosa Delia Blanco, política española.
- 1953: Eudald Carbonell, arqueólogo español.
- 1953: Becky Ann Baker, actriz estadounidense.
- 1954: Rene Russo, actriz estadounidense.
- 1954: Don Coscarelli, cineasta estadounidense.
- 1955: Marcelo Trobbiani, futbolista y entrenador argentino.
- 1955: Mo Yan, escritor chino.
- 1957: Loreena McKennitt, cantante e intérprete canadiense.
- 1958: Josefa Andrés Barea, política española.
- 1962: Samuel Bayer, director de videos musicales estadounidense.
- 1962: Lou Diamond Phillips, actor estadounidense.
- 1963: Larry the Cable Guy, actor, exlocutor de radio y escritor estadounidense.
- 1963: Ramiro Better, cantante colombiano (f. 2000).
- 1963: Michael Jordan, baloncestista y geógrafo estadounidense.
- 1964: Raúl Avilés, futbolista ecuatoriano
- 1965: Michael Bay, cineasta, productor y actor estadounidense.
- 1966: Quorthon, músico sueco, de la banda Bathory.
- 1966: Michael Lepond, bajista estadounidense, de la banda Symphony X.
- 1969: Sergio Berti, futbolista argentino.
- 1969: David Douillet, yudoca francés.
- 1970: Dominic Purcell, actor británico-australiano.
- 1971: Denise Richards, actriz y exmodelo estadounidense.
- 1972: Billie Joe Armstrong, vocalista y guitarrista estadounidense, de la banda Green Day.
- 1972: Taylor Hawkins, compositor y músico estadounidense (f. 2022).
- 1973: Iván González, actor español.
- 1974: Jerry O'Connell, actor estadounidense.
- 1975: Wish Bone, rapero estadounidense, de la banda Bone Thugs-N-Harmony.
- 1977: Javier Dorado, futbolista español (f. 2025).
- 1980: Al Harrington, baloncestista estadounidense.
- 1980: Jason Ritter, actor estadounidense.
- 1981: Joseph Gordon-Levitt, actor estadounidense.
- 1981: Paris Hilton, celebridad estadounidense.
- 1982: Adriano Leite Ribeiro, futbolista brasileño.
- 1982: Brooke D'Orsay, actriz canadiense.
- 1983: Gérald Cid, futbolista francés.
- 1986: Joey O'Brien, futbolista irlandés.
- 1987: Ante Tomić, baloncestista croata.
- 1988: Dmytro Nepogodov, futbolista ucraniano.
- 1989: Chord Overstreet, actor, cantante y músico estadounidense
- 1989: Stacey McClean, cantante, actriz y bailarina británica, de la banda S Club 8.
- 1989: Rebecca Adlington, nadadora británica.
- 1989: Albert Černý, cantante checo componente de la banda Lake Malawi
- 1990: María José Quintanilla, cantante chilena.
- 1990: Edin Višća, futbolista bosnio.
- 1991: Bonnie Wright, actriz británica.
- 1991: Ed Sheeran, cantante y compositor británico.
- 1991: Jeremy Allen White, actor estadounidense.
- 1992: Motaz Hawsawi, futbolista saudí.
- 1992: Edu Ramos, futbolista español.
- 1993: Marc Márquez, piloto de motociclismo español.
- 1993: Nicola Leali, futbolista italiano.
- 1994: Cédric Brunner, futbolista suizo.
- 1994: Shin Jae-hwi, actor surcoreano.
- 1995: Veljko Simić, futbolista serbio.
- 1996: Sasha Pieterse, actriz y cantante estadounidense de origen sudafricano.
- 1996: Álex Díez, futbolista español.
- 1997: Gaetano Castrovilli, futbolista italiano.
- 1997: Eric Ayuk, futbolista camerunés.
- 1997: Zeki Çelik, futbolista turco.
- 1997: Jacopo Segre, futbolista italiano.
- 1997: Yuya Asano, futbolista japonés.
- 1998: Fernanda Urdapilleta, actriz mexicana.
- 1998: Ulises Torres, futbolista mexicano.
- 1998: Virginia Stablum, modelo italiana.
- 1998: Jhonathan Dunn, baloncestista estadounidense.
- 1998: Brian Fobbs, baloncestista estadounidense.
- 1998: Jhony Brito, beisbolista dominicano.
- 1999: Denys Popov, futbolista ucraniano.
- 1999: Álex de Miñaur, tenista australiano.
- 1999: Brancou Badio, baloncestista senegalés.
- 1999: Ricardo Degoumois, piloto de automovilismo argentino.
- 1999: Erana James, actriz neozelandesa.
- 1999: Vicente Fernández Godoy, futbolista chileno.
- 1999: Ryan Patrick Nolan, futbolista irlandés.
- 1999: Kristjan Čeh, atleta esloveno.
- 1999: Hunter Woodhall, atleta estadounidense.
- 1999: Gleb Shevchenko, futbolista bielorruso.
- 1999: Juni Arnekleiv, biatleta noruega.
- 2000: Paula Vizoso, futbolista española.
- 2000: Freja Ravn, jugadora de bádminton danesa.
- 2002: Kelly Sildaru, esquiadora acrobática estonia.
- 2002: Ivan Nikolov, futbolista macedonio.
- 2003: Federica Falzon, cantante maltesa.
- 2003: Armindo Sieb, futbolista alemán.
- 2003: Will Fish, futbolista británico.
- 2004: Asadbek Rakhimzhonov, futbolista uzbeko.
- 2004: Marwan Al-Sahafi, futbolista saudí.
- 2005: Pau Cabanes, futbolista español.

## Fallecimientos
- 197: Clodio Albino, emperador romano (n. c. 150).
- 306: Teodoro de Amasea, soldado romano y mártir cristiano.
- 364: Joviano, emperador romano entre 363 y 364 (n. 332).
- 1405: Tamerlán, conquistador turco-mongol (n. 1336).
- 1600: Giordano Bruno, filósofo, matemático y astrónomo italiano (n. 1549).
- 1609: Fernando I de Médici, Gran Duque de Toscana (n. 1549).
- 1612: Ernesto de Baviera, aristócrata alemán (n. 1554).
- 1673: Molière, escritor francés (n. 1622).
- 1680: Jan Swammerdam, anatomista y zoólogo neerlandés (n. 1637).
- 1715: Antoine Galland, arqueólogo francés (n. 1646).
- 1732: Louis Marchand, músico francés (n. 1669).
- 1825: Julien Marie Cosmao-Kerjulien, militar francés (n. 1761).
- 1827: Johann Heinrich Pestalozzi, pedagogo reformador suizo (n. 1746).
- 1838: Nicolás Catalán (58), militar insurgente mexicano, héroe de la independencia (n. 1780).
- 1854: John Martin, pintor británico (n. 1789).
- 1856: Heinrich Heine, poeta alemán (n. 1797).
- 1874: Lambert Adolphe Jacques Quételet, astrónomo y matemático belga (n. 1796).
- 1883: Napoléon Coste, compositor francés (n. 1805).
- 1890: Christopher Sholes, inventor estadounidense (n. 1819).
- 1899: Julio Bañados Espinosa, abogado y político chileno (n. 1858).
- 1909: Gerónimo, líder apache chiricahua (n. 1829).
- 1912: Edgar Evans, explorador polar británico (n. 1876).

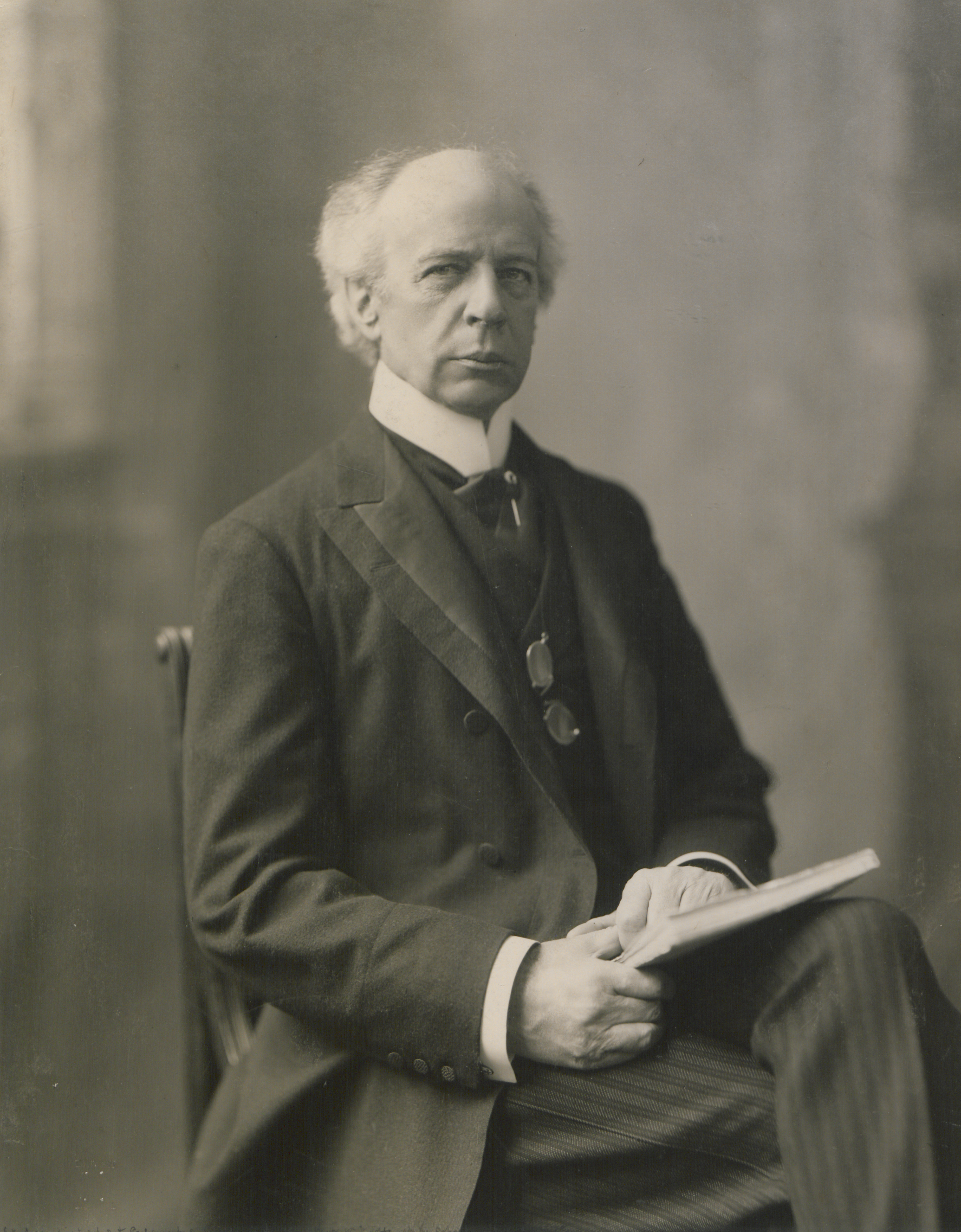
Wilfrid Laurier

- 1919: Wilfrid Laurier, político canadiense (n. 1841).
- 1934: Alberto I, rey belga (n. 1875).
- 1934: Siegbert Tarrasch, ajedrecista alemán (n. 1862).
- 1944: Valentín Kótik, partisano soviético, la persona más joven en recibir el título de Héroe de la Unión Soviética (n. 1930)
- 1945: Maximino Ávila Camacho, militar y político mexicano (n. 1891).
- 1947: Elena Văcărescu, escritora rumano-francesa (n. 1864).
- 1961: Nita Naldi, actriz estadounidense (n. 1894).
- 1962: Bruno Walter, director de orquesta alemán (n. 1876).
- 1967: Ciro Alegría, escritor peruano (n. 1909).
- 1967: Margaret Leahy, actriz británica (n. 1902).
- 1970: Shmuel Yosef Agnón, escritor israelí (n. 1888).
- 1970: Alfred Newman, compositor estadounidense (n. 1901).
- 1972: Gavriil Popov, Compositor y pianista soviético. (n. 1904).
- 1975: George Marshall, cineasta estadounidense (n. 1891).
- 1976: Pedro Leandro Ipuche, poeta uruguayo (n. 1889).
- 1980: Jerry Fielding, músico y compositor estadounidense (n. 1922).
- 1980: Graham Sutherland, pintor británico (n. 1903).
- 1982: Thelonious Monk, pianista y compositor de jazz estadounidense (n. 1917).
- 1982: Lee Strasberg, director y actor de cine estadounidense (n. 1901).
- 1986: Jiddu Krishnamurti, religioso indio (n. 1895).
- 1987: Dmitri Kabalevski, compositor ruso (n. 1904).
- 1988: John Marco Allegro, filólogo británico (n. 1923).
- 1988: Oscar Anderle, cantante y autor argentino (n. 1926).
- 1990: Erik Rhodes, actor estadounidense (n. 1906).
- 1990: Estanislao Zuleta, filósofo colombiano (n. 1935).
- 1996: Michel Pablo, líder trotskista de origen griego (n. 1911).
- 1997: Darcy Ribeiro, antropólogo, escritor y político brasileño (n. 1922).
- 1998: Ernst Jünger, filósofo alemán (n. 1895).
- 1999: Tania, cantante de tangos argentina (n. 1908).
- 1999: Jaime Hurtado, primer diputado afroecuatoriano, dirigente del Movimiento Popular Democrático (n. 1937).
- 2001: Juan Liscano, escritor venezolano (n. 1914).
- 2003: José María Cabodevilla, sacerdote y teólogo español (n. 1928).
- 2004: José López Portillo, político y abogado mexicano, presidente de México entre 1976 y 1982 (n. 1920).
- 2005: Omar Sívori, futbolista ítalo-argentino (n. 1935).
- 2005: Dan O'Herlihy, actor irlandés (n. 1919).
- 2006: Ray Barretto, percusionista puertorriqueño (n. 1929).
- 2006: Romano Gandolfi, director de coro y orquesta italiano (n. 1934).
- 2007: Cayetano Martí Valls, escritor mallorquí (n. 1918).
- 2007: Maurice Papon (96), político francés (n. 1910).
- 2009: Conchita Cintrón, rejoneadora peruana (n. 1922).
- 2010: Gabriel Clausi, bandoneonista, compositor y director de tango argentino (n. 1911).
- 2010: Kathryn Grayson, cantante y actriz estadounidense (n. 1922).
- 2010: Martha Mercader, escritora argentina (n. 1926).
- 2012: Enrique Sierra, guitarrista español, de la banda Radio Futura (n. 1957).
- 2013: Luis Paulino Mora Mora, político y abogado costarricense (n. 1944).
- 2013: Richard Briers, actor británico (n. 1934).
- 2013: Mindy McCready, cantante estadounidense (n. 1975).
- 2016: Jesús Barrero, actor de doblaje mexicano (n. 1958).
- 2017: Warren Frost, actor estadounidense (n. 1925).
- 2017: Tom Regan, filósofo estadounidense (n. 1938).
- 2019: Eduardo Bauzá, político argentino (n. 1939).
- 2019: Olivia Leyva, actriz, locutora y modelo mexicana (n. 1948).
- 2020: Ja'Net DuBois, actriz y cantautora estadounidense (n. 1945).
- 2021: Rush Limbaugh, presentador de radio, comentarista político y escritor estadounidense (n. 1951).
- 2021: Gene Summers, cantante y guitarrista de rockabilly estadounidense (n. 1939).
- 2021: Omar Moreno Palacios, cantautor folclórico, guitarrista y gaucho argentino (n. 1938).
- 2021: Martha Stewart, actriz estadounidense (n. 1922).
- 2021: Francisco Luzón, economista y banquero español (n. 1948).
- 2022: Máté Fenyvesi, futbolista húngaro (n. 1933).
- 2023: Stella Stevens, actriz y modelo estadounidense (n. 1938).
- 2023: Pedro Gómez Barrero, fue un empresario constructor, diplomático y abogado colombiano. (n. 1929).
- 2025: Paquita la del Barrio, cantante mexicana (n. 1947).
- 2025: InsaneWall1460, Jugador de minecraft De ardilla nations.

## Celebraciones
- Día Internacional del Juego Responsable.[4][5][6]
Para concientizar sobre los efectos negativos de las adicciones a los juegos de azar y en línea, así como las formas saludables de jugar, mediante el fortalecimiento de hábitos y estilos de vida.

- Día Mundial de la Motricidad Orofacial.

- Día Mundial de la Resiliencia del Turismo.
Celebración establecida por las Naciones Unidas en 2023, tiene como objetivo destacar la importancia de desarrollar un turismo resiliente. La resiliencia, aplicada en el contexto ambiental, se refiere a la capacidad de un sistema para recuperar el equilibrio después de haber sufrido una perturbación.

- Día Mundial del Espíritu Humano.[7]
Es para reflexionar sobre “el espíritu humano y reconectar con el sentido de asombro y propósito”. Fue instaurado en 2003 por Michael Levy.
(en inglés: World Human Spirit Day).

 Por países
(Por orden alfabético)
- Argentina: 
  -  Misiones: 
    - Posadas: Aniversario del Anfiteatro Manuel Antonio Ramírez.[8]
Fundación: 17 de febrero de 1962 (63 años).

- Chile: 
  - Día Nacional del Chacarero.[9]
Es una fecha para homenajear a este sándwich emblemático de la gastronomía chilena. El Chacarero es un sándwich que combina carne, tomate, porotos verdes y ají verde.

- Estados Unidos: 
  - Día de los Presidentes.

- Italia: 
  - Día Nacional del Gato.
Por una iniciativa de la periodista Claudia Angeletti, que en 1990 realizó una encuesta en la revista Tuttogatto, en la cual los lectores seleccionaron esta fecha.
Es otro de los días en que se le rinde homenaje a este animal, además de los ya conocidos 20 de febrero, 8 de agosto y 29 de octubre.

- Kosovo: 
  - Día de la Independencia.[10]

- Libia: 
  - Día de la Revolución del 17 de febrero.[10]

- México: 
  - Día del Inventor Mexicano. En honor al natalicio de Guillermo González Camarena.

Ancestrales
- Imperio romano: Quirinalia, en honor a Quirino.

### Santoral católico

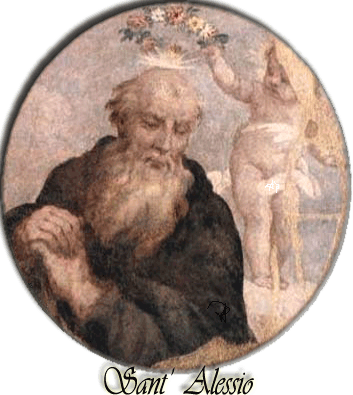
San Alejo Falconieri.

- San Alejo Falconieri.[11](imagen ilustrativa).
- San Bonoso.[11]
- San Constable.[11]
- San Evermodo.[11]
- San Fian.[11]
- San Fintán.[11]
- San Flaviano (s. V).[11]
- San Furaldo.
- San Julián de Capodacia.
- San Mesrob.[11]
- San Pedro Yu Chong-nyul.[11]
- San Silvino de Auchy.[11]
- San Teodoro de Bizancio.[11]
- Beato Antonio Lesczewicz.[11]
- Beato Lucas Belludi.[11]